# Acanthocereus
Az Acanthocereus nemzetség a  Közép-Amerika arid erdeiben élő kaktuszok egy kapaszkodó, bokorszerű habitusú növényekből álló nemzetsége, melynek termését a helyi lakosság gyümölcsként (vad pithaya) fogyasztja.

## Jellemzői
Felegyenesedő vagy elfekvő, kapaszkodó vagy kúszó hajtású növények, gazdagon elágaznak, léggyökereket képeznek, ahol a hajtások érintik a talajt. A hajtások többé-kevésbé szegmentáltak, zöldek, megnyúltak, akár 7 m hosszúak is lehetnek, 3-10 bordával tagoltak, de minden esetben erőteljesek és kiemelkedők, az areolák ritkásan fejlődnek. Éjjel nyíló virágaik laterálisak vagy terminálisak az 1 évnél idősebb hajtásokon, tölcsér alakúak, fehérek, denevérek általi megporzáshoz (chiropterophilia) adaptálódtak. Az ovárium pikkelyes, tövisek és szőrök fejlődnek az areolákon. Gömbölyű vagy körte alakú termésük pikkelyes és tövises, húsa nyálkás, a pulpa vörös. Fekete magjaik nagyok, tojásdad alakúak.

## Rendszerezés
Az USA déli területeitől Dél-Amerika északi és keleti területéig elterjedtek. Az Acanthocereus nemzetség alapos taxonómiai vizsgálatokat igényel még.
Anderson EF.  (2001) valamint Barthlott W és Hunt DR (1993) hat fajt ismernek el, mindazonáltal számos más szerző 12 és 2 (Acanthocereus tetragonus és Acanthocereus occidentalis) közé teszi a létező fajok számát. A jelenleg érvényes rendszerek csupán egyetlen fajt ismernek el a nemzetségben, a többi taxon részben fedi a típusfaj variabilitását, részben téves leírásokból származik. A molekuláris törzsfaelemzések mutattak rá, hogy a korábban nagy Peniocereus nemzetség nem képez monofiletikus egységet, a korábbi Pseudoacanthocerei (nom. non. id. Pseudoacanthocereus) alnemzetség az Acanthocereus fajok testvércsoportját képezik, és közösen a valódi epifita Hylocereeae fajok közeli rokonai. Egyes szerzők a Pseudoacanthocereus és Dendrocereus fajokat is besorolták az Acanthocereus nemzetségbe, azonban a molekuláris vizsgálatok (plasztisz trnL intron) bizonyították, hogy önálló, az Echinocereeae tribuszba tartozó nemzetségek, sok ősi tulajdonsággal, ami korai elkülönülésükkel hozható összefüggésbe.

## Fajai
- Acanthocereus tetragonus (L.) Humm. in Succulenta 20:165' (1938)